# Saint-Théoffrey
Saint-Théoffrey è un comune francese di 452 abitanti situato nel dipartimento dell'Isère della regione dell'Alvernia-Rodano-Alpi.

## Società

### Evoluzione demografica
Abitanti censiti